# Skyttella mulleri
Skyttella mulleri är en lavart som först beskrevs av Willey, och fick sitt nu gällande namn av D. Hawksw. & R. Sant. 1988. Skyttella mulleri ingår i släktet Skyttella, ordningen disksvampar, klassen Leotiomycetes, divisionen sporsäcksvampar och riket svampar.  Arten är reproducerande i Sverige. Inga underarter finns listade i Catalogue of Life.